# Allershausen
Allershausen település Németországban, azon belül Bajorországban. Lakosainak száma 6271 fő (2023. december 31.). Allershausen Paunzhausen, Kirchdorf an der Amper, Kranzberg és Hohenkammer községekkel határos.

## Népesség
A település népessége az elmúlt években az alábbi módon változott:
| Lakosok száma | 955  | 1535 | 2779 | 3466 | 5309 | 5537 | 5688 | 5734 | 5954 | 6271 |
|               | 1875 | 1950 | 1975 | 1987 | 2012 | 2014 | 2016 | 2017 | 2021 | 2023 |